# Selenia constricta
Selenia constricta är en fjärilsart som beskrevs av Hubert Höfer 1923. Selenia constricta ingår i släktet Selenia och familjen mätare. Inga underarter finns listade.